# أميليا لويس
أميليا لويس (بالإنجليزية: Amelia Lewis)‏ هي لاعبة غولف أمريكية، ولدت في 23 فبراير 1991 في جاكسونفيل في الولايات المتحدة.

## وصلات خارجية
- الموقع الرسمي
- إميليا لويس على موقع رابطة لاعبات الغولف المحترفات (الإنجليزية)
- إميليا لويس على موقع رابطة أوروبا للاعبات الغولف المحترفات (الإنجليزية)